# Galerina pruinatipes
Galerina pruinatipes är en svampart som tillhör divisionen basidiesvampar, och som beskrevs av Alexander Hanchett Smith. Galerina pruinatipes ingår i släktet Galerina, och familjen buktryfflar. Enligt den finländska rödlistan är arten starkt hotad i Finland. Arten har ej påträffats i Sverige.